# A2 (motorväg, Grekland)

A2 är en motorväg i Grekland som inte är riktigt färdig. Denna motorväg är tänkt att gå från Igumenitsa till gränsen till Turkiet via bland annat Thessaloniki. Den del som går mellan Igumenitza och Aten är öppnad för trafik medan den del som går från Thessaloniki till den turkiska gränsen fortfarande bitvis är under byggnad. Den väg som fortsätter i Turkiet är en normal landsväg.